# Orczy József
Orczy József (Tarnaörs,  1746. szeptember 20. – Gyöngyös, 1804. december 14.) az Orczy-kert továbbfejlesztője, Békés vármegye főispáni helytartója, Zemplén vármegye főispánja.

## Család származása
A család első említése 1428-ból származik egy Somogy vármegyei dokumentumban található és a család neve az Orci település nevéből ered. Első ismert őse György Somogy vármegyében volt birtokos. A családnak két nevezetes ága ismert egy bárói és egy nemesi ág. Orczy József a család bárói ágának tagja. Nagyapja Orczy István aki alispán és jászkun főkapitányi tisztet is betöltött, az a nagy érdeme, hogy a családot kisnemesi sorból módos bárói rangba emelte. A felszabadító háborúk során Savoyai Jenő hadseregében szolgált. Fontos epizód volt még a család életében az a pillanat, amikor a nagytekintélyű egyházi vezetőt, az akkori győri püspököt Telekessy Istvánt a király egri püspökké nevezte ki, István a püspök szolgálatában állt és követte a főtiszteletest Heves vármegyébe is. Az Orczy család bárói ágának családfája továbbá megtalálható a csatolt kutatási munkában.

## Életrajza
Apja Orczy Lőrinc főispán, tábornok. és költő, édesanyja aszódi Podmaniczky Judit volt. Lőrinc nagy műveltségét és sokoldalú érdeklődését a legjobban az bizonyítja, hogy egy hatalmas könyvtárat hozott létre, ezzel az Orczyanum, az Orczy család nevezetes könyvtárának megalkotója lett. Lőrincnek három leány- és két fiúgyermeke volt.
József – az idősebb fiú gyermekkori éveiről igen kevés dokumentum maradt hátra. Fiatalkori katonaévei után elsősorban a családi vagyon gazdálkodásával és gyarapításával foglalkozott. Ő volt az Orczy család utolsó tagja, akinek még sikerült a család vagyonát növelni.
Orczy József 1774-ben feleségül vette Berényi Borbálát akinek felmenői között Nyáry ősök voltak. A házasságkötéskor nemcsak a Nyáry vagyon egyesült az Orczyak és Hallerek vagyonával, hanem a két család levéltára is. A házasságból négy fiú és 2 leány született.
Orczy József megszerezte a parádi ólom és ezüstbányákat 1779-ben és közel 30 évig rendszeresen folytatták a bányaművelést. A francia háborúk miatti pénzromlás tette tönkre a vállalkozást.
1776-1824 között Parád, mint a debrői-parádi uradalom tartozéka, amelyet az Orczy család bérelt Grassalkovich Antal-tól. A második timsóhutát az Orczy család építette és 1787–1826-ig volt üzemben. A parádi timsógyártás nemcsak Heves, hanem Magyarország ipartörténete szempontjából is fontos volt. Amikor a timsógyártás lealkonyult, azután kezdett felvirágozni a parádi gyógyfürdő fejlődése. 1795-ben báró Orczy József építette az első fürdőházat.
Először Békés vármegye főispánja volt 1790 és 1792 között. Ezen rövid időszak alatt működésének fontos vívmánya volt hogy ekkor kezdték magyar nyelven vezetni a tanácsülés jegyzőkönyveit. 1792-től 1798-ig pedig Zemplén vármegye főispáni tisztét töltötte be. Orczy József főispánt a király elmozdította állásából és helyébe Esterházy József grófot nevezte ki.
II. József sorozatos alkotmánysértései következtében kialakult a Hompesch-féle mozgalom, amelynek vezetői magyar főnemesek voltak, e mozgalomban vett részt Orczy József is.
II. József uralkodása alatt igyekezett a szabadkőműveseket a maga szolgálatába állítani, miután ehhez a szervezethez tartoztak a főispánok nagy része, sőt több katolikus vezető is tagja volt. A vezető pesti és budai páholy egyik meghatározó hangadója Orczy József báró volt.
Orczy József apjához hasonlóan nagyon művelt volt, kortársai is nagyra becsülték. József édesapjához hasonlóan verselgetett, verseinek kiadását Toldy Ferenc tervezte, amely munkának előkészületei megtalálhatók a Magyar Tudományos Akadémia Könyvtárának Kézirattárában.
Halála után miután testamentumot nem hagyott maga után, hanem nagy adósságot, ezzel a család gazdasági felemelkedése megállt és a hanyatlás korszaka kezdődött.

## Emlékezete
Testvérével, Orczy Lászlóval Pesten hozta létre az első nyilvános parkot, a nevét viselő Orczy-kertet.
Orczy ház története